# Eltac Səfərli
Eltac Səfərli (ur. 18 maja 1992 w Baku) – azerski szachista, arcymistrz od 2008 roku.

## Kariera szachowa
Od 2001 corocznie reprezentował Azerbejdżan na mistrzostwach świata i Europy juniorów w różnych kategoriach wiekowych, trzykrotnie zdobywając złote medale: w Heraklionie (2002, MŚ do lat 10), Peniscoli (2002, ME do lat 10) oraz Budvie (2003, ME do lat 12).
Pierwsze znaczące sukcesy w turniejach międzynarodowych odniósł w 2006, m.in. zdobywając w Moskwie (turniej Aerofłot Open-A2) pierwszą normę arcymistrzowską. Kolejne wypełnił w 2007 w Abu Zabi oraz w Sankt Petersburgu (memoriał Michaiła Czigorina). Również w 2007 podzielił II m. (za Elmirem Gusejnowem, wspólnie z Nidżatem Mamedowem) w indywidualnych mistrzostwach Azerbejdżanu, zwyciężył w turnieju Essent Open w Hoogeveen oraz podzielił II m. (za Michaiłem Gurewiczem, wspólnie z m.in. Gadirem Gusejnowem, Lewanem Pantsulaia i Davidem Arutinianem) w kolejnym otwartym turnieju, rozegranym w Stambule. W 2008 podzielił II m. (za Stewartem Haslingerem, wspólnie z Dmitrijem Swietuszkinem i Alexisem Cabrerą) w Palmie de Mallorce, natomiast w 2010 zwyciężył w silnie obsadzonym memoriale Michaiła Czigorina w Petersburgu. W 2015 podzielił I m. (wspólnie z m.in. Draganem Šolakiem i Władimirem Fiedosiejewem) w Dubaju.
Reprezentant Azerbejdżanu w rozgrywkach drużynowych, m.in.:
- trzykrotnie na olimpiadach szachowych (w latach 2010, 2012, 2014)[4],
- na drużynowych mistrzostwach świata (w roku 2013)[5],
- dwukrotnie na drużynowych mistrzostwach Europy (w latach 2011, 2013); dwukrotny medalista: wspólnie z drużyną – złoty (2013) i srebrny (2011)[6].

Najwyższy ranking w dotychczasowej karierze osiągnął 1 października 2016, z wynikiem 2694 punktów.